# Abele di Danimarca
Abele di Danimarca (1218 – 29 giugno 1252) è stato duca di Schleswig dal 1232 al 1252 e re di Danimarca dal 1250 fino alla sua morte.

## Biografia
Abele era il figlio di Valdemaro II Sejr e della moglie principessa Berengária di Portogallo, e fratello di Eric IV Plovpenning e Cristoforo I.
Abele succedette al trono il 1º novembre 1250, dopo la morte del fratello Eric IV. Eric IV venne apparentemente ucciso da due uomini di Abele, dopo un conflitto durato un anno tra i due fratelli, e anche se Abele e ventiquattro nobili fecero un giuramento ufficiale ("giuramento della doppia dozzina", in (danese dobbelt tylvter-ed) che il Duca non aveva parte nell'uccisione, si credette diffusamente (e lo si crede tuttora), che Re Eric fu ucciso su ordine del fratello.  "Abele di nome, Caino di fatto" (In danese, "Abel af navn, Kain af gavn"), o così diceva la gente.
Abele e la regina Matilde di Holstein, comunque, regnarono solo per un anno e mezzo, prima che Abele venisse ucciso in battaglia il 29 giugno 1252, durante una spedizione punitiva in Frisonia. All'epoca suo figlio Valdemaro era tenuto in ostaggio per riscatto dall'Arcivescovo di Colonia, e così fu il fratello minore di Eric e Abele, Cristoforo I, che venne incoronato re il giorno di Natale del 1252. La regina Mechthildis sposò Birger Jarl nel 1261.
Cristoforo I assegnò come feudo ereditario, a Valdemaro, lo Schleswig, che in tal modo si staccò dalla Danimarca. I discendenti di Abele regnarono sullo Jutland meridionale fino al 1375, spesso in cooperazione con i loro parenti dello Holstein, e costituirono un problema permanente per il governo danese. Il loro regno significò l'inizio della separazione dello Jutland Meridionale dal resto della Danimarca.

## Ascendenza
|                           |                          |                                          | Genitori                              |  |  | Nonni |  |  | Bisnonni      |  |  | Trisnonni           |  |
|                           |                          |                                          |                                       |  |  |       |  |  | Canuto Lavard |  |  | Eric I di Danimarca |  |
|                           |                          |                                          |                                       |  |  |       |  |  | Canuto Lavard |  |  | Eric I di Danimarca |  |
|                           |                          | Bodil Thrugotsdattir                     |                                       |  |  |       |  |  | Canuto Lavard |  |  |                     |  |
| Valdemaro I di Danimarca  |                          |                                          |                                       |  |  |       |  |  | Canuto Lavard |  |  |                     |  |
|                           |                          | Ingeborg di Kiev                         | Mstislav I di Kiev                    |  |  |       |  |  |               |  |  |                     |  |
|                           |                          | Ingeborg di Kiev                         | Mstislav I di Kiev                    |  |  |       |  |  |               |  |  |                     |  |
|                           |                          | Ingeborg di Kiev                         | Cristina Ingesdotter di Svezia        |  |  |       |  |  |               |  |  |                     |  |
| Valdemaro II di Danimarca |                          | Ingeborg di Kiev                         |                                       |  |  |       |  |  |               |  |  |                     |  |
|                           |                          | Volodar Glebovich                        | …                                     |  |  |       |  |  |               |  |  |                     |  |
|                           |                          | Volodar Glebovich                        | …                                     |  |  |       |  |  |               |  |  |                     |  |
|                           |                          | Volodar Glebovich                        | …                                     |  |  |       |  |  |               |  |  |                     |  |
| Sofia di Minsk            |                          | Volodar Glebovich                        |                                       |  |  |       |  |  |               |  |  |                     |  |
|                           |                          | Richenza di Polonia                      | …                                     |  |  |       |  |  |               |  |  |                     |  |
|                           |                          | Richenza di Polonia                      | …                                     |  |  |       |  |  |               |  |  |                     |  |
|                           |                          | Richenza di Polonia                      | …                                     |  |  |       |  |  |               |  |  |                     |  |
| Abele di Danimarca        |                          | Richenza di Polonia                      |                                       |  |  |       |  |  |               |  |  |                     |  |
|                           | Alfonso I del Portogallo | Enrico di Borgogna, conte del Portogallo |                                       |  |  |       |  |  |               |  |  |                     |  |
|                           | Alfonso I del Portogallo | Enrico di Borgogna, conte del Portogallo |                                       |  |  |       |  |  |               |  |  |                     |  |
|                           | Alfonso I del Portogallo | Teresa di León                           |                                       |  |  |       |  |  |               |  |  |                     |  |
| Sancho I del Portogallo   | Alfonso I del Portogallo |                                          |                                       |  |  |       |  |  |               |  |  |                     |  |
|                           |                          | Mafalda di Savoia                        | Amedeo III di Savoia                  |  |  |       |  |  |               |  |  |                     |  |
|                           |                          | Mafalda di Savoia                        | Amedeo III di Savoia                  |  |  |       |  |  |               |  |  |                     |  |
|                           |                          | Mafalda di Savoia                        | Adelaide                              |  |  |       |  |  |               |  |  |                     |  |
| Berengaria del Portogallo |                          | Mafalda di Savoia                        |                                       |  |  |       |  |  |               |  |  |                     |  |
|                           |                          | Raimondo Berengario IV di Barcellona     | Raimondo Berengario III di Barcellona |  |  |       |  |  |               |  |  |                     |  |
|                           |                          | Raimondo Berengario IV di Barcellona     | Raimondo Berengario III di Barcellona |  |  |       |  |  |               |  |  |                     |  |
|                           |                          | Raimondo Berengario IV di Barcellona     | Dolce I di Provenza                   |  |  |       |  |  |               |  |  |                     |  |
| Dolce di Barcellona       |                          | Raimondo Berengario IV di Barcellona     |                                       |  |  |       |  |  |               |  |  |                     |  |
|                           |                          | Petronilla d'Aragona                     | Ramiro II d'Aragona                   |  |  |       |  |  |               |  |  |                     |  |
|                           |                          | Petronilla d'Aragona                     | Ramiro II d'Aragona                   |  |  |       |  |  |               |  |  |                     |  |
|                           |                          | Petronilla d'Aragona                     | Agnese d'Aquitania                    |  |  |       |  |  |               |  |  |                     |  |
|                           |                          | Petronilla d'Aragona                     |                                       |  |  |       |  |  |               |  |  |                     |  |